# Copris kiuchii
Copris kiuchii là một loài bọ cánh cứng trong họ Bọ hung (Scarabaeidae).